# Geografia econòmica
La geografia econòmica és l'estudi de les condicions econòmiques en diferents parts de la Terra.
La geografia econòmica contribueix a la comprensió d'una àmplia gamma de problemes contemporanis. La combinació de les influències ambientals i espacials en l'estudi de l'activitat econòmica és qualsevol cosa excepte una regressió cap al determinisme ambiental. Per contra, ajuda a revelar en forma més completa la natura no determinista del procés econòmic i les funcions del judici humà i de la percepció ambiental en les decisions que conformen l'espai econòmic.

## Definició de la geografia econòmica
Els geògrafs s'interessen no només per on estan les coses sinó per què estan situades on es troben, i la naturalesa dels processos que afecten a tal ubicació. Existeixen diferents formes de definir la geografia econòmica, però una forma eficaç d'acostament consisteix a considerar els tipus de preguntes que pretén contestar: Quin és la raó dels patrons d'ús de la terra?, perquè varia tant el preu de la terra?, perquè es poden obtenir certs articles en qualsevol part i uns altres no?, com s'explica la ubicació de les explotacions dels recursos naturals?, com afecta la contaminació d'una planta industrial al mitjà?, per què grans extensions de terreny estan gairebé deshabitades tenint un clima i vegetació semblant al de les regions habitades?, on i com les persones es guanyen el sustentiment i on i com es gasten els seus ingressos?, etc.

## El model simplificat de l'economia espacial
El model simplificat de l'economia espacial consisteix en un conjunt de consumidors i un conjunt d'establiments de producció dintre d'algun espai definit. Els consumidors (totes les persones) són mòbils, mentre que els establiments són fixos. Els consumidors es desplacen per a consumir béns i serveis, encara que a voltes són els productes els quals es mouen des del lloc de producció fins al consumidor (lliurament a domicili), però el normal és que el producte i el consumidor es moguin fins a un lloc de trobada: el mercat.

### Oferta i demanda en l'economia espacial
Teòricament, en una economia de lliure mercat, la demanda i l'oferta es reflecteixen en els preus. Però si introduïm la variable espacial vam necessitar, també, tenir en compte el cost del desplaçament tant del producte com dels consumidors, que s'amida tant en diners com en temps emprat en el trasllat.
No devem confondre el valor amb el preu. El preu reflecteix l'última unitat (marginal) d'un article o servei col·locat en el mercat, mentre que el valor depèn del necessari que aquesta per al consumidor. Si el preu és major que el valor l'article no s'adquireix.

### Consumidors
Totes les persones som consumidors. Les fàbriques que produeixen articles i serveis es classifiquen en indústries. Una empresa és una unitat de propietat de negoci.
En realitat, l'espai econòmic és tot menys homogeni, i no tots els consumidors pensen i es comporten de la mateixa manera, i canvien en el temps el que complica molt l'anàlisi geogràfica dels fenòmens econòmics. I per a complicar les coses els sistemes econòmics que es desenvolupen en les diferents regions no estan aïllats uns d'uns altres, sinó que s'interfereixen. De com, perquè, on, quan succeeix això tracta la geografia econòmica.

## Subcategories de la geografia econòmica
Es pot distingir les divisions de:
- La geografia industrial, amb mètodes de les matemàtiques i l'economia.
- La geografia dels transports i comercial amb mètodes de l'economia, les Matemàtiques i la sociologia.
- La geografia del turisme amb mètodes de l'economia, les matemàtiques i la sociologia.